# Wolfgang Link (Manager)

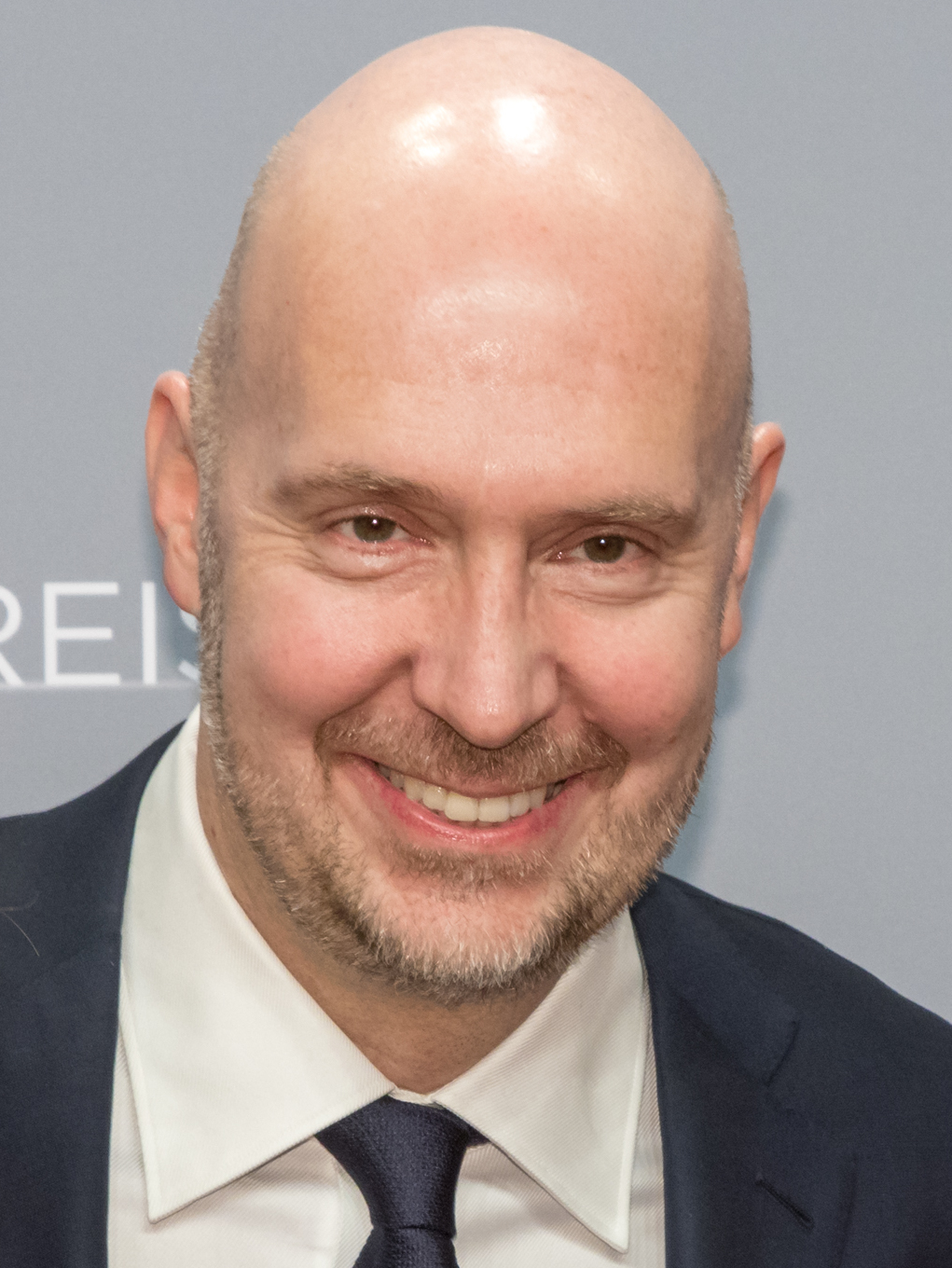
Wolfgang Link (2018)

Wolfgang Link (* 22. März 1968) ist ein deutscher Medienmanager und seit Ende März 2020 Vorstandsmitglied der ProSiebenSat.1 Media SE. Seit Oktober 2013 ist er bereits als Vorsitzender der Geschäftsführung für alle deutschen TV-Sender des ProSiebenSat.1-Media-Konzerns (ProSiebenSat.1 TV Deutschland GmbH) zuständig. Zum 15. Juli 2023 wird er den Konzern im Einvernehmen verlassen.
Er ist nicht zu verwechseln mit einem Namensvetter, der bis 2013 Executive Producer bei der Kölner Produktionsfirma I&u TV war.

## Karriere
Im Anschluss an sein Studium (Kommunikations-, Kunstwissenschaften und Psychologie) war Link zunächst als Produktionsassistent und künstlerischer Produktionsleiter für verschiedene Musical- und Liveproduktionen zuständig. Von 1999 bis 2002 war er Theaterleiter am Theatro Centro in Oberhausen, wo er Musicals wie Peter Maffays „Tabaluga und Lilli“ produzierte.
Seit 2003 war er für Grundy Light Entertainment als Producer und Executive Producer unter anderem für Deutschland sucht den Superstar verantwortlich.
Im Juni 2009 wurde er SAT.1-Unterhaltungschef und führte Formate wie The Voice of Germany ein, seit 2011 verantwortete er als Senior Vice President alle Entertainmentformate der deutschen Sendergruppe. 
2012 rückte Link in die Geschäftsführung des Einzelsenders Pro7 als Nachfolger von Jürgen Hörner (1965–2020) auf, der sich auf die Geschäftsführung des Gesamtkonzerns konzentrierte. Stefan Raab kreierte in dieser Zeit Absolute Mehrheit und Quizboxen neu. Weitere neue Formate wie Got to Dance und Catch the Millionaire folgten unter Links Ägide im darauffolgenden Jahr, 2013 lotste er Joko und Klaas vom ZDF zu Pro7, wo sie mit ihrer Sendung Circus HalliGalli bis 2017 zu sehen waren.
2013 übernahm er auch noch Hörners Zuständigkeit als Konzerngeschäftsführer, Hörner verließ das Unternehmen und gründete eine Produktionsgesellschaft. ProSiebenSat.1-Media-Vorstandsvorsitzender Thomas Ebeling pries Link als „ohne Zweifel einen der profiliertesten und kreativsten Fernsehmacher Deutschlands“.
Bis 2016 war er ProSieben-Geschäftsführer, im Oktober 2013 übernahm er zudem die Geschäftsführung der Seven.One Entertainment Group. Seit April 2019 war Wolfgang Link CEO Entertainment und wurde im März 2020 in den Vorstand der ProSiebenSat.1 Media SE berufen. 